# Рыдыга
Рыдыга (Белая Рыдыга) — речка в Рославльском районе Смоленской области, левый приток Остра. Длина 16 километров.
Начинается возле деревни Бывальское Рославльского района Смоленской области. Общее направление течения на запад. Протекает мимо деревень Бывальское, Астапковичи, Ивановское, Фёдоровское, Рогово-1-е и Рогово-2-е после чего впадает в Остёр.
Притоков, кроме нескольких безымянных ручьёв, не имеет.